# Zellwood
Zellwood est une census-designated place située dans le comté d’Orange, dans l’État de Floride, aux États-Unis.

## Démographie
| 2000  | 2010  | - | - | - | - |
| ----- | ----- | - | - | - | - |
| 2 499 | 2 817 | - | - | - | - |

Sa population s’élevait à 2 817 habitants lors du recensement de 2010. Zellwood n’est pas incorporée.

## Source
- (en) Cet article est partiellement ou en totalité issu de l’article de Wikipédia en anglais intitulé « Zellwood, Florida » (voir la liste des auteurs).